# Cratere Azacca
Azacca  è un cratere sulla superficie di Cerere.